# Jeogori

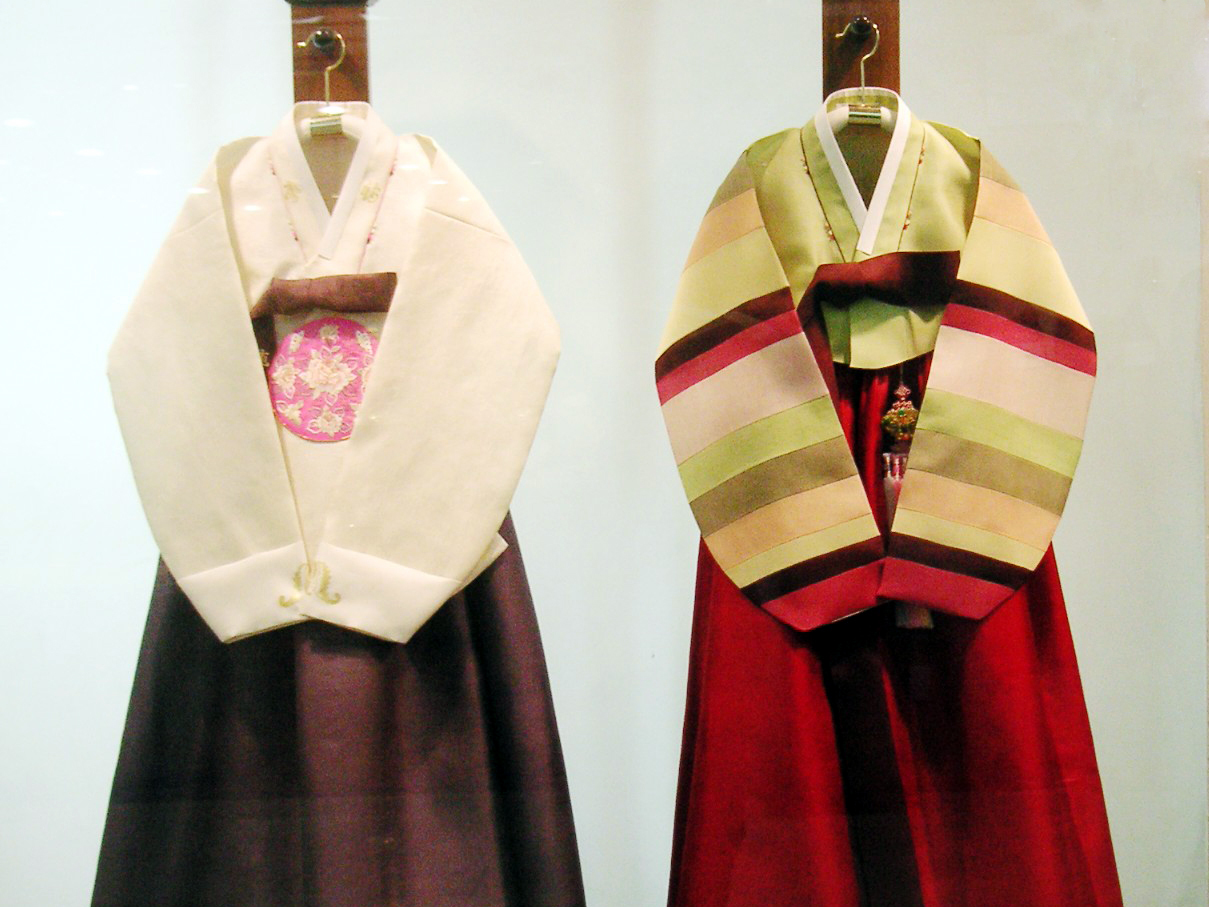
Jeogoris pour femmes

Le jeogori (Du coréen, hangeul : 저고리, API [tɕekoɾi]) est un haut utilisé dans le hanbok, un vêtement traditionnel coréen. Il est porté par les hommes et par les femmes, et couvre les bras et les parties hautes du porteur.

Composition du jeogori : 1. hwajang 2. godae 3. kkeutdong (somae buri) 4. somae 5. goreum 6. u 7. doryeon 8, 11. jindong 9. gil 10. baerae 12. git 13. dongjeong